# Inhibidor de la recaptación de dopamina y noradrenalina

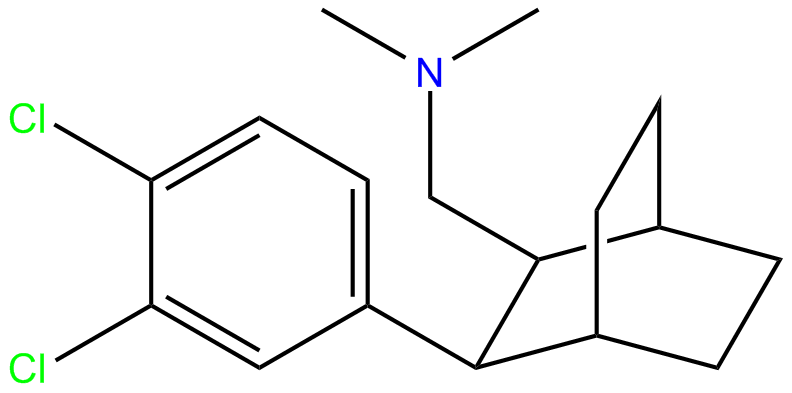
Fórmula estructural del Fármaco LR-5182.

Los inhibidores de la recaptación de dopamina y noradrenalina (o norepinefrina) (IRDN) son una clase de fármacos antidepresivos utilizados en el tratamiento de la depresión y otros trastornos del estado de ánimo así como los trastornos de déficit de atención con o sin hiperactividad. Es una clase de fármacos que son a la vez inhibidores de la recaptación de dopamina e inhibidores de la recaptación de noradrenalina.
Un ejemplo es el bupropion. Un fármaco relacionado con el bupropion, la radafaxina, es utilizada en la práctica clínica.